# محمدآباد (محلات)
محمدآباد روستایی در دهستان باقرآباد بخش مرکزی شهرستان محلات استان مرکزی ایران است.

## جمعیت
بر پایه سرشماری عمومی نفوس و مسکن در سال ۱۳۹۵ جمعیت این روستا ۱۷۵ نفر (۵۸خانوار) بوده‌است.